# Eteobalea siciliae
Eteobalea siciliae ist ein Schmetterling (Nachtfalter) aus der Familie der Prachtfalter (Cosmopterigidae).

## Merkmale
Die Falter erreichen eine Flügelspannweite von 13 bis 14 Millimeter. Die Art ähnelt Eteobalea dohrnii, unterscheidet sich aber durch zwei deutliche dunkelbraune Fransenlinien am Apex der Vorderflügel.
Bei den Männchen verjüngt sich das Tegumen distal und hat am hinteren Rand eine „U“-förmige Ausbuchtung. Das rechte Brachium ist leicht gebogen und ungefähr zweimal so lang wie das linke. Es ist an der Spitze verbreitert, stark sklerotisiert und hat an der Innenseite einen großen basalen Lobus. Das linke Brachium ist nahezu gerade und hat eine rechteckige Spitze. Die Valven sind kurz und stiefelförmig. Die rechte Valvella ist kurz, dreieckig und hat eine sklerotisierte Leiste am Apex. Der Aedeagus ist gebogen. Der bauchige Teil ist nahezu kreisrund, der röhrenförmige Teil ist parallelwandig und hat eine scharfe Spitze. Auf der Außenseite befindet sich ein stark sklerotisierter Fleck, der gegenüber der Spitze der rechten Valvella liegt.
Die Genitalarmatur der Weibchen wurde bisher nicht beschrieben.

### Ähnliche Arten
Eteobalea siciliae unterscheidet sich von Eteobalea dohrnii durch den großen basalen Lobus an der Innenseite des rechten Brachiums und die sklerotisierte Leiste an der Spitze der rechten Valvella.

## Verbreitung
Eteobalea siciliae ist im Mittelmeerraum beheimatet und kommt dort in Sizilien, Algerien und der Türkei vor. Die Nachweise aus Spanien sind zweifelhaft.

## Biologie
Die Biologie der Art ist unbekannt. Falter wurden im Juni und von August bis Anfang September gesammelt.

## Systematik
Aus der Literatur ist das folgende Synonym bekannt:
- Stagmatophora siciliae Riedl, 1966

## Belege
1. 1 2 3 4 5 6 7  J. C. Koster, S. Yu. Sinev: Momphidae, Batrachedridae, Stathmopodidae, Agonoxenidae, Cosmopterigidae, Chrysopeleiidae. In: P. Huemer, O. Karsholt, L. Lyneborg (Hrsg.): Microlepidoptera of Europe. 1. Auflage. Band 5. Apollo Books, Stenstrup 2003, ISBN 87-88757-66-8, S. 148 (englisch).
2. 1 2  Eteobalea siciliae bei Fauna Europaea. Abgerufen am 24. Februar 2012